# Adam Jan Charlęski
Adam Jan Charlęski herbu Bończa – miecznik wołyński w latach 1656–1659, rotmistrz chorągwi pancernej w 1655 roku, pokojowiec królewski w 1652 roku, starościc łucki. Ojciec - Hieronim Charlęski.
Był członkiem konfederacji tyszowieckiej 1655 roku.